# سیارک ۲۹۴۹۰
سیارک ۲۹۴۹۰ (به انگلیسی: 29490 Myslbek، نامگذاری:1997WX) بیست و نه هزار و چهارصد و نودمین سیارک کشف شده‌است که در ۱۹ نوامبر ۱۹۹۷ کشف شد.